# محمد الاشعری
محمد الأشعری (عربی: محمد الأشعري؛ زاده: ۱۹۵۱) سیاستمدار و شاعر و رمان‌نویس مراکشی است، وی کارش را در روزنامه‌نگاری و زمینه سیاسی شروع کرد و به مسئولیت مجلس و دولت، از جمله پست وزارت فرهنگ و هنر رسید . انتشار اولین شعر او در سال ۱۹۷۸، و ده مجموعه داستان کوتاه و رمان بنام «طاق و پروانه» بود که برنده جایزه پوکر عربی گردید.

## زندگی‌نامه
محمد در زرهون متولد شد و تحصیلات اولیه و متوسطه خودش را در زرهون و مکناس انجام داد و سپس به دانشکده حقوق در رباط رفت و سال ۱۹۷۵ فارغ‌التحصیل شد و مدیریت مجله آفاق را عهده‌دار گردید و همچنین به عنوان یک خبرنگار در روزنامه اتحاد سوسیالیستی مراکش مشغول بکار بود. وی از سال ۱۹۸۹ مسئولیت اتحادیه نویسندگان مراکش را عهده‌دار بود.

## فعالیت‌ها
وی قبل از اینکه توسط شاه محمد ششم به عنوان وزیر فرهنگ و ارتباطات منصوب شود توسط حسن دوم در سال ۱۹۹۸ به عنوان وزیر امور فرهنگی تعیین گردید.
اواخر سال ۲۰۱۲ وی مطرح کرد که از حزب اتحاد سوسیالیست دست شسته‌است و گفت که برای او چه از نظر اخلاقی و چه سیاسی امکان اینکه با این حزب ادامه بدهم وجود ندارد. اشعری همچنین اذعان داشت که مشارکت وی در دولت چطور اشتباه بود، ولی با اینحال فاقد شجاعت کافی برای اینکه این منصب را رد کند بود.

## آثار

### اشعار
از نوشته‌های او:
- اسب زخمی شده سال را ببخشید سال ۱۹۷۸.
- مجله آتش و سفر سال ۱۹۸۳.
- بیوگرافی باران سال ۱۹۸۸.

### رمان و داستان
- یک روز سخت (مجموعه ای از داستان‌ها) سال ۱۹۹۲.
- روح جنوب، رمان، سال ۱۹۹۶
- نوح و پروانه، رمان، سال ۲۰۱۰[۳]

## جوایز
او در سال ۲۰۱۱ جایزه رمانهای خود بنام «طاق و پروانه» و «حلقه کبوتر» را با خانم رجاء عالم از عربستان تقسیم کرده‌است و این اولین باری بود که از زمان راه‌اندازی این جایزه از سال ۲۰۰۸ یک نویسنده زن و همچنین اولین نویسنده از مراکش برنده آن می‌شود. علاوه بر این اولین بار نیز بود که این جایزه به ارزش ۵۰ هزار دلار به این شکل تقسیم می‌شد.